# 신촌역 (지하)
신촌(지하)역(Shinchon(Jiha)Station, 新村(地下)驛)은 서울특별시 마포구 노고산동과 서대문구 신촌동의 경계점인 신촌로터리에 있는 서울 지하철 2호선의 전철역이다. 역명 표기에서의 지하는 경의선 신촌역과의 혼동을 방지하기 위해 2000년에 부기됐다. 지하 통로가 양 쪽으로 긴 편으로, 양 승강장의 운임 구역이 분리된 구조를 갖고 있다.

## 역사
- 1983년 6월 30일 : 신촌역으로 역명 결정[1]
- 1984년 5월 22일 : 서울 지하철 2호선 서울대입구 ~ 을지로입구 구간 개통과 함께 영업 개시 (출구 8개)
- 2000년 1월 1일 : 역명에 지하 부기
- 2017년 11월 말 : 6번 출구 에스컬레이터 설치공사 완료

## 역 구조
2면 2선의 곡선 상대식 승강장이며, 스크린도어가 설치돼 있다. 출구는 8개다. 이 역은 반대방향으로 횡단이 불가능한 역이다.
지하철 신촌역은 곡선 승강장의 여파로 인해 승강장과 열차사이의 단차가 있다.

### 승강장
| 홍대입구 ↑ |
| \| 외      |
| ↓ 이대     |

| 외선 | ● 서울 지하철 2호선 | 홍대입구 · 합정(세아타워)·영등포구청 · 신도림 방면 |
| 내선 | ● 서울 지하철 2호선 | 시청·을지로입구(하나은행)·신당 · 성수 방면         |

## 역 주변
- 창천동
- 노고산동
- 서강대학교 정문
- 연세대학교 정문
- 연세대학교 체육관 (대학농구리그 연세대학교 홈구장)
- 연세대학교 운동장 (대학축구리그 연세대학교 홈구장)
- 이화여자대학교
- 신촌로터리
- 근로복지공단
- 서울창서초등학교
- 창천중학교
- 신촌명물거리 대중교통전용지구, 연세로
- ● 수도권 전철 경의·중앙선 신촌역
- ● 수도권 전철 경의·중앙선 서강대역
- 현대백화점 신촌점(연결되어 있다.)
- 신한은행 신촌지점
- 하나금융투자 신촌지점 (구 그랜드마트)
- 신촌임시공영주차장 (구 신촌다주상가)
- 연세대학교 의료원 세브란스병원
- 이마트 신촌점(지하통로로 연결)

## 이용객 변동
| 노선  | 노선   | 일평균 인원수 (명/일) | 일평균 인원수 (명/일) | 일평균 인원수 (명/일) | 일평균 인원수 (명/일) | 일평균 인원수 (명/일) | 일평균 인원수 (명/일) | 일평균 인원수 (명/일) | 일평균 인원수 (명/일) | 일평균 인원수 (명/일) | 일평균 인원수 (명/일) | 각주  |
| 노선  | 노선   | 2000년                | 2001년                | 2002년                | 2003년                | 2004년                | 2005년                | 2006년                | 2007년                | 2008년                | 2009년                | 각주  |
| ----- | ------ | --------------------- | --------------------- | --------------------- | --------------------- | --------------------- | --------------------- | --------------------- | --------------------- | --------------------- | --------------------- | ----- |
| 2호선 | 승차   | 62,715                | 60,714                | 61,191                | 59,819                | 60,285                | 57,387                | 54,801                | 54,292                | 53,254                | 53,788                | [ 2 ] |
| 2호선 | 하차   | 66,080                | 65,324                | 65,896                | 63,997                | 64,147                | 62,071                | 59,543                | 58,665                | 57,156                | 57,372                | [ 2 ] |
| 2호선 | 승하차 | 128,796               | 126,038               | 127,087               | 123,816               | 124,432               | 119,458               | 114,344               | 112,956               | 110,410               | 111,160               | [ 2 ] |
| 노선  | 노선   | 2010년                | 2011년                | 2012년                | 2013년                | 2014년                | 2015년                | 2016년                | 2017년                | 2018년                |                       | [ 2 ] |
| 2호선 | 승차   | 54,953                | 55,984                | 55,289                | 54,415                | 54,332                | 51,869                | 51,538                | 49,724                | 48,683                |                       | [ 2 ] |
| 2호선 | 하차   | 57,846                | 58,051                | 56,826                | 56,033                | 55,415                | 52,985                | 52,432                | 50,504                | 49,726                |                       | [ 2 ] |
| 2호선 | 승하차 | 112,799               | 114,035               | 112,115               | 110,448               | 109,747               | 104,854               | 103,970               | 100,228               | 98,409                |                       | [ 2 ] |

## 인접한 역
| 서울 지하철 2호선      | 서울 지하철 2호선   | 서울 지하철 2호선  |
| ---------------------- | ------------------- | ------------------ |
| 239 홍대입구 외선 순환 | ● 서울 지하철 2호선 | 241 이대 내선 순환 |

## 사진

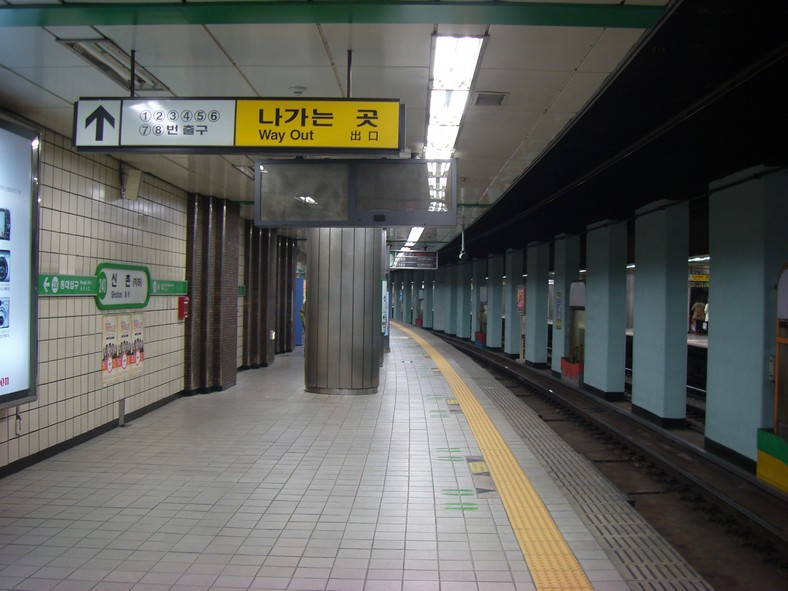
승강장 (스크린도어 설치 전)

## 같이 보기
- 신촌역 (경의선)